# Areca dayung
Areca dayung är en enhjärtbladig växtart som beskrevs av John Dransfield. Areca dayung ingår i släktet Areca och familjen Arecaceae. Inga underarter finns listade i Catalogue of Life.